# Фарнсуорт, Ричард
Ричард Уильям Фарнсуорт (англ. Richard William Farnsworth; 1 сентября 1920 — 6 октября 2000) — американский актёр и каскадёр. Начал сниматься в 1937 году, однако наибольшего признания добился на склоне лет благодаря таким фильмам, как «Налётчик» (1982) и «Простая история» (1999), за главную роль в котором он был номинирован на премию «Оскар».

## Биография
Фарнсуорт родился в Лос-Анджелесе, штат Калифорния. Его отец был инженером, а мать — домохозяйкой. Отец умер, когда ему было 7 лет; он жил с матерью, двумя сёстрами и тётей в центре Лос-Анджелеса.
Карьера в кино началась с того, что ему предложили работу каскадёра с окладом $7 в день плюс обед. С 1937 года он снимается в фильмах, где выполняет различные трюки в роли наездника. Однако вплоть до 1963 года его имя не указывалось в титрах. Первая роль со словами исполнена в 1976 году в фильме "Герцогиня и Грязный лис, в титрах которого он указан как Дик Франсуорт. Большая часть фильмов с участием актёра, безусловно, вестерны. Также он играл и в телесериалах.
В 1978 году он был впервые номинирован на премию «Оскар» за роль второго плана в фильме «Приближается всадник». Но настоящая известность приходит к нему после фильма «Налётчик» канадского производства, где он сыграл знаменитого грабителя Билла Майнера, за роль которого получил Genie Award. Пожалуй, наиболее известным фильмом с участием Фарнсуорта является «Простая история» Дэвида Линча, основанная на реальных событиях. За роль 73-летнего Элвина Стрейта он удостоился очередной номинации на «Оскар», теперь за главную мужскую роль. Также Фарнсуорт был трижды номинирован на премию «Золотой глобус». На Голливудской аллее славы имеется своя звезда Фарнсуорта.

### Личная жизнь
В 1947 году он женился на Маргарет Хилл (1919—1985), с которой прожил в браке 38 лет. Она стала матерью двух его детей: Даймонда и Мисси. После смерти жены он перебрался в собственное ранчо площадью 60 акров (240 000 м2) в Линкольне. К концу своей жизни Фарнсуорт помолвился с Джули ван Валин, стюардессой, которая была младше его на 35 лет. в 1999 году у него диагностировали терминальную стадию костного рака. Не выдержав болезненных мук, он застрелился на своём ранчо. Он похоронен рядом со своей женой Маргарет на кладбище Форест-Лаун в Лос-Анджелесе.

## Фильмография
- День на скачках (1937) (в титрах не указан)
- Приключения Марко Поло (1938) (в титрах не указан)
- Ганга Дин (1939) (в титрах не указан)
- Унесённые ветром (1939) (в титрах не указан)
- Это армия (1943) (в титрах не указан)
- Красная река (1948) (в титрах не указан)
- Дикарь (1953) (в титрах не указан)
- Десять заповедей (1956) (в титрах не указан)
- Жестяная звезда (1957) (в титрах не указан)
- Спартак (1960) (в титрах не указан)
- The Jolly Genie (1963)
- Duel at Diablo (1966) (в титрах не указан)
- Техас за рекой (1966) (указан как Дик Фарнсуорт)
- Восходящая луна (1968) (в титрах не указан)
- Monte Walsh (1970) (Дик Фарнсуорт)
- Ковбои (1972) (Дик Фарнсуорт)
- Рейд Ульзаны (1972)
- Жизнь и времена судьи Роя Бина (1972) (Дик Фарнсуорт)
- Мотылёк (1973) (в титрах не указан)
- Сверкающие сёдла (1974) (в титрах не указан)
- Герцогиня и Грязный лис (1976) (Дик Фарнсуорт)
- Джоси Уэйлс — человек вне закона (1976) (в титрах не указан)
- Приближается всадник (1978)
- Том Хорн (1980)
- Воскрешение (1980)
- Легенда об одиноком рейнджере (1981)
- Переполох (1981)
- Налётчик (1982)
- День независимости (1983)
- Самородок (1984)
- Горный хрусталь (1984)
- Sylvester (1985)
- В ночи (1985)
- Энн из Зелёных крыш (1985) (ТВ)
- Два Джейка (1990)
- Мизери (1990)
- Гавана (1990)
- Привет с дороги в ад (1991), Sam
- The Boys of Twilight (1992) (ТВ)
- Побег (1994)
- Лесси (1994)
- Простая история (1999)